# Bruchus ochraceosignatus
Bruchus ochraceosignatus là một loài bọ cánh cứng trong họ Bruchidae. Loài này được Heyden miêu tả khoa học năm 1894.